# 吉陽礁

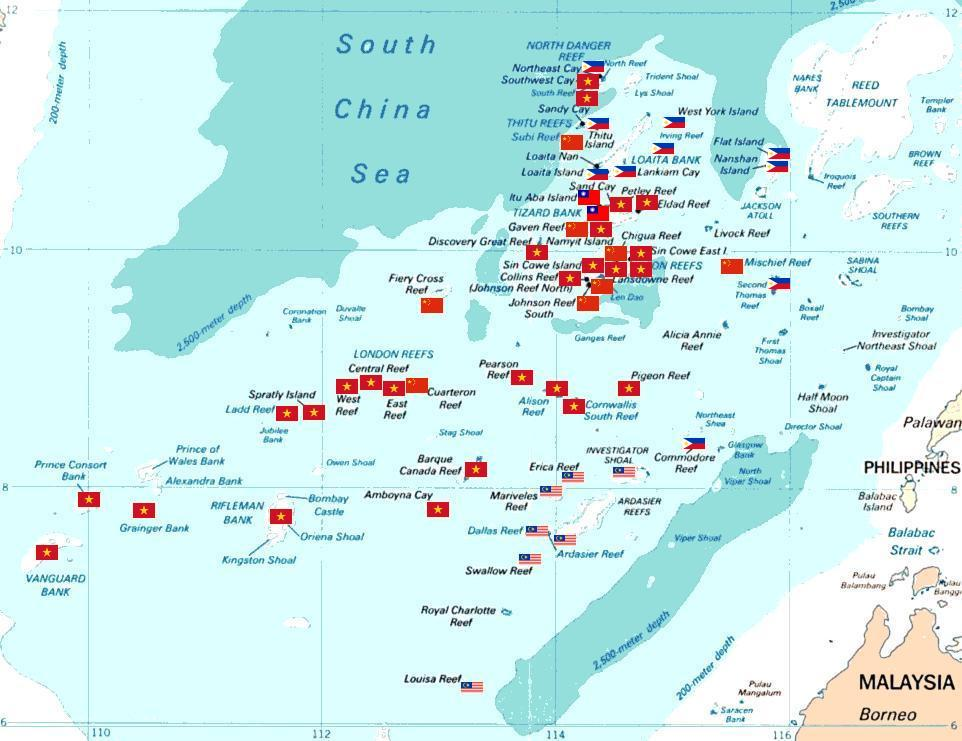
南沙諸島における南シナ海周辺諸国の実効支配状況

吉陽礁（英語：Gent Reef、ベトナム語：Đá Sơn Hà / 𥒥山河）は、南沙諸島のユニオン堆（英語：Union Banks、中国語: 九章群礁）と呼ばれる堆の北西端にある暗礁である。景宏島と華礁の間にある。
中国語では、宋朝と元朝に“吉陽軍”という軍隊が海南島（当時の名：崖州）に駐留していたことに因んで、吉陽礁と呼ばれている。
中華人民共和国、中華民国（台湾）、ベトナムとフィリピンが主権を主張している。